# Rothenbach-Halle
La Rothenbach-Halle est un hall omnisports situé à Cassel, en Hesse, où évolue le club de handball du MT Melsungen, club évoluant en Bundesliga.